# Chiesa di San Vito (Morsasco)
La chiesa di San Vito è un edificio religioso sito in provincia di Alessandria nel comune di Morsasco.

## Storia
La costruzione della chiesa di San Vito è probabilmente precedente allo stesso centro abitato di Morsasco, la mancanza di prove documentali impedisce però di datarne con certezza la fondazione anche se l'analisi architettonica della struttura e dell'abside confrontandoli con altri edifici della zona giustificherebbe una datazione tra la fine dell'XI e la metà del XII secolo. 
La prima prova documentale della chiesa di San Vito è del 10 giugno 1585 quando tale Monsiglio, visitatore apostolico, visitò la chiesetta e notandone lo stato di degrado invitò la popolazione a intervenire con una celere ristrutturazione e imbiancamento. Probabilmente le misere condizioni della chiesa erano dovute a una sua perdita di centralità nella vita di Morsasco che aveva nel frattempo edificato la parrocchia di San Bartolomeo in città; inoltre l'invito di Monsiglio a imbiancare la chiesa fa immaginare che gli affreschi ancora oggi presenti e che vennero citati a più riprese nei secoli a venire in quegli anni non fossero ancora stati dipinti.
Durante il XVII secolo la chiesa, anche a causa delle guerre che imperversarono nella zona, continuò a rimanere in uno stato di degrado nonostante alcuni piccoli interventi di ristrutturazione come quello del 1610; nel 1688 a causa delle condizioni in cui versava il vescovo Carlo Antonio Gozani vietò che vi venisse officiata la messa.
Nel 1699 dopo un'altra visita del vescovo Gozani il comune di Morsasco decise uno stanziamento di 80 fiorini per intervenire sulla chiesa e nel 1706 vennero spese 40 lire genovesi per l'acquisto dei coppi da sostituire sul porticato; tutti questi interventi insistettero solo sull'ingresso della chiesa senza intervenire sull'interno costringendo il vescovo Giambattista Roero di Pralormo a sospendere di nuovo l'officiare della messa dopo la sua visita nel 1728.
La prima vera opera di ristrutturazione venne fatta nel 1762 quando il giorno 19 novembre il comune di Morsasco stanziò un preventivo di spesa di circa 165 lire; la ristrutturazione venne fatta probabilmente a opera d'arte in quanto per il resto del secolo la chiesa non desterà più preoccupazioni e nel 1819 verrà definita "in buono stato". Un'ultima opera di ristrutturazione importante avvenne nel 1838 dopo che la stagione invernale particolarmente nevosa aveva causato dei danni alla chiesa.
Negli anni 80 del novecento la chiesa risultò di nuovo in stato parzialmente degradato e nei primi anni duemila venne interessata da un lavoro di adeguamento al rischio sismico dopo avere subito dei danni a causa del terremoto del Piemonte meridionale del 2000.

## Architettura

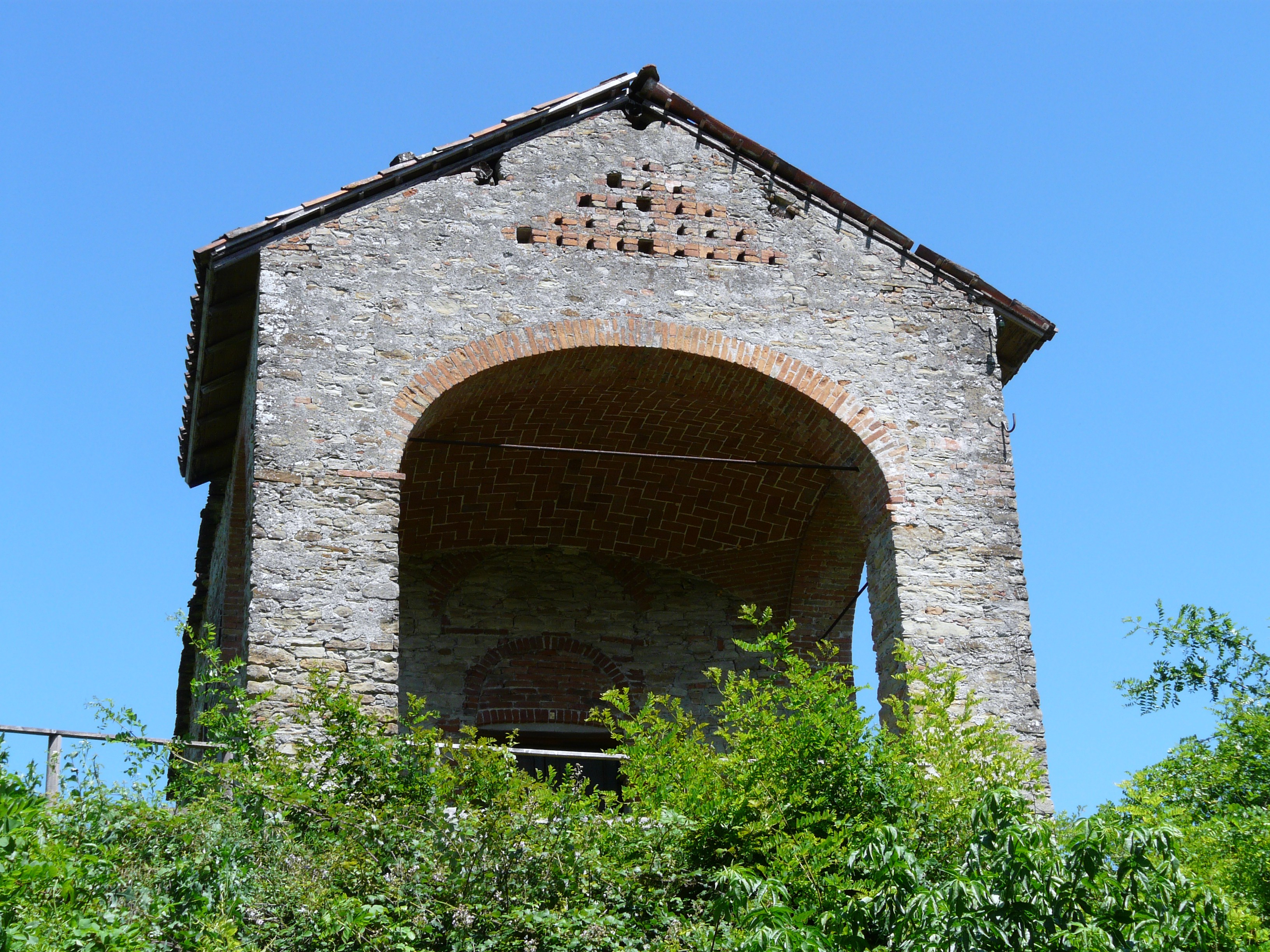
Particolare del porticato.

La chiesa di San Vito è una piccola pieve campestre sita su una piccola altura tra il bivio che porta da Morsasco a Cima Malfatta. Di chiara origine romanica è di dimensioni ridotte e con una pianta ad aula unica con un abside semicircolare con muratura a vista sia esterna che interna. È preceduta da un portico ed è dotata di un campanile.
Si possono notare quattro fasi diverse di trasformazione: la prima, databile tra la fine dell'XI secolo e la metà del XII caratterizzata dall'utilizzo di cocci di arenaria locale lavorati grossolanamente, la seconda fase di ampliamento in cui vennero usate delle pietre a spacco di piccole dimensioni e che risulta meno curata della prima, la terza databile tra la fine del XVII secolo e l'inizio del XVIII in cui viene rifatta la facciata e costruito il portico caratterizzati da laterizi a tessitura a spina pesce simili a quelli del castello e infine l'ultima fase tra la fine del XVIII e l'inizio del XIX secolo con interventi di consolidamento.

## Arte
All'interno della chiesa si trovano due affreschi databili verso la fine del XV secolo. Il primo raffigura la crocifissione di Gesù con ai fianchi quattro personaggi: la Madonna, un cavaliere che si ritiene rappresenti San Vito, un apostolo probabilmente raffigurante San Giovanni e Sant'Antonio Abate. Lo stile di questo affresco, probabilmente opera di un autore locale utilizza uno stile tardo-gotico influenzato dalla pittura lombarda e già aperto a modelli rinascimentali del Nord Italia.
Il secondo invece rappresenta la Madonna seduta su un trono e con un bambino in braccio, in questo caso l'autore dimostra una minore talento rispetto al precedente affresco, con difficoltà nel rappresentare le caratteristiche anatomiche dei protagonisti del dipinti.

## San Vito e San Vittore
Per quanto la chiesa sia indubitabilmente dedicata a San Vito a partire dal XV secolo comincia a confondersi con il culto di San Vittore probabilmente per l'influenza dell'Arcidiocesi di Milano di cui la la Diocesi di Acqui era suffraganea ma anche banalmente per l'affinità fonetica. Ad aumentare la confusione vi è anche il fatto che per quanto lo stesso comune di Morsasco in un verbale del 19 settembre 1762 chiarisca come sia San Vito il protettore del paese la festa popolare ricorra l'8 di maggio, giorno dedicato a San Vittore.